# Tephritis vespertina
Tephritis vespertina ist eine Fliege aus der Familie der Bohrfliegen (Tephritidae).

## Merkmale
Die Bohrfliegen erreichen eine Körperlänge von 3,5 bis 4 Millimetern. Ihr Körper ist überwiegend bräunlich gefärbt. Über das Mesonotum verlaufen 3–5 dunkle Längsbänder. Der orange gefärbte Legeapparat am Hinterleibsende der Weibchen weist eine schwarze Spitze sowie einen dreiecksförmigen schwarzen Fleck an der Basis auf. Die Fühler sind rotgelb gefärbt. Die Beine sind rotgelb gefärbt. Die Flügel weisen ein artspezifisches braunes Fleckenmuster auf.

## Verbreitung
Tephritis vespertina ist in der westlichen Paläarktis verbreitet. Das Vorkommen reicht von Südskandinavien und den Britischen Inseln im Norden bis in den Mittelmeerraum und nach Nordafrika im Süden sowie im Osten bis in den Nahen Osten.

## Lebensweise
Die Bohrfliegenart nutzt als Wirtspflanzen verschiedene Korbblütler, hauptsächlich das Gewöhnliche Ferkelkraut (Hypochaeris radicata). Als weitere Wirtspflanzen werden das Natternkopf-Bitterkraut (Helminthotheca echioides) und der Wiesen-Bocksbart (Tragopogon pratensis) genannt. Die Larven entwickeln sich meist gregär in den Blütenköpfen ihrer Wirtspflanzen. Die Bohrfliegen beobachtet man von April bis August.

## Galerie

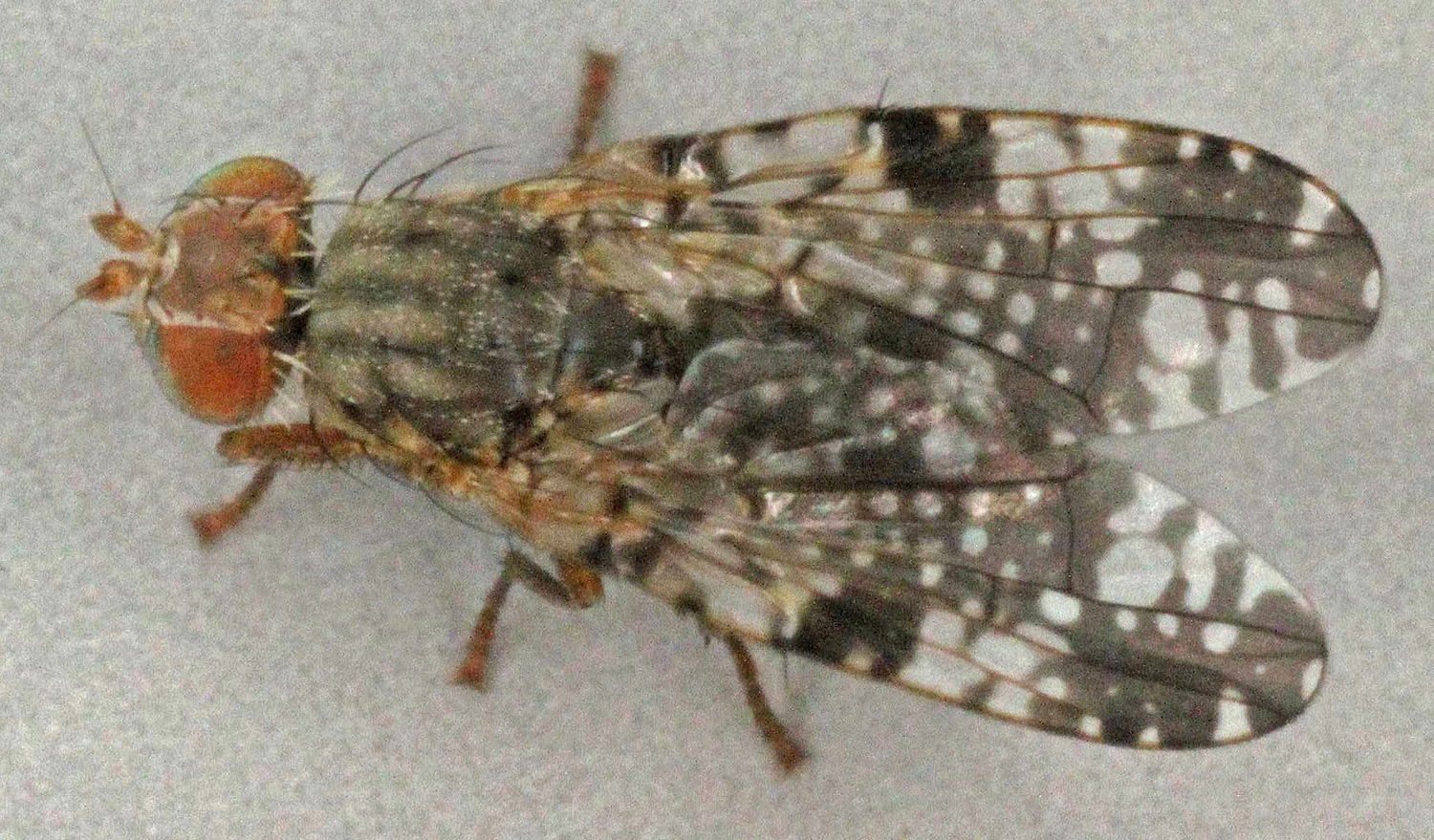
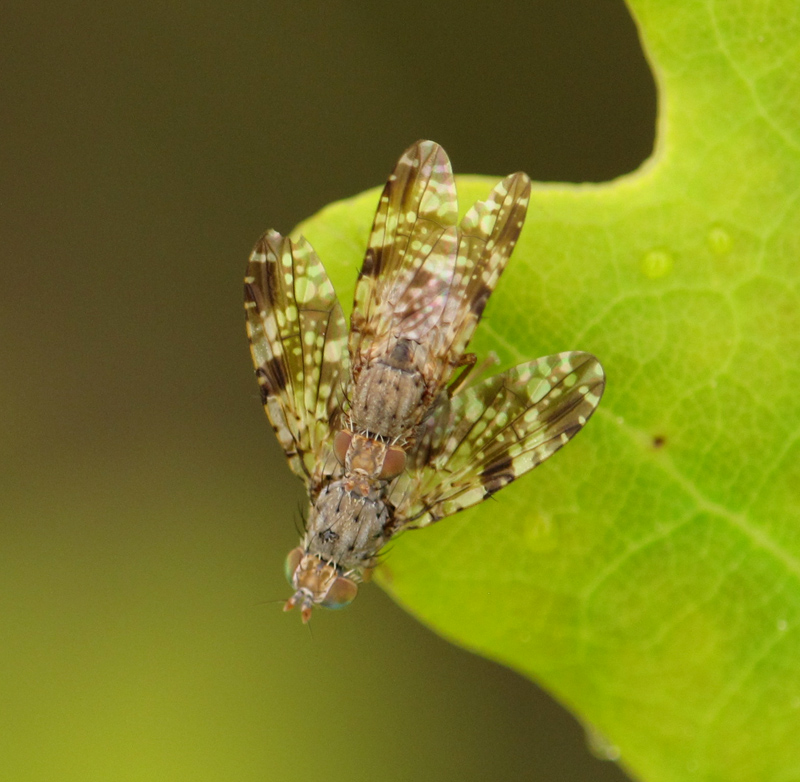
Paarung zweier Fliegen
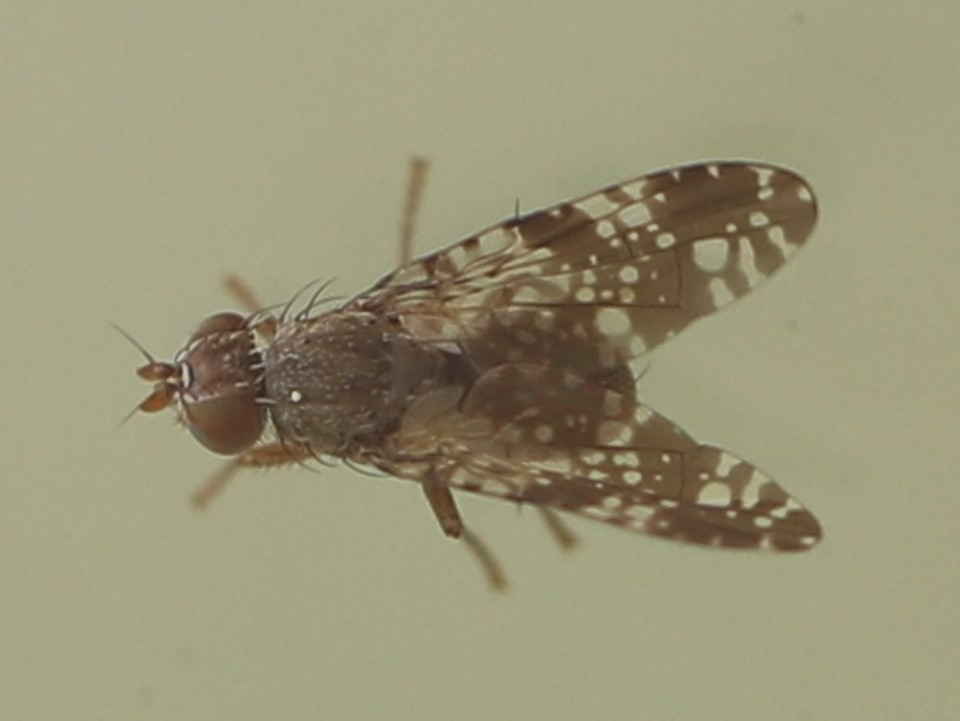